# Kathleen Freeman
Kathleen Freeman (Chicago, 17 de fevereiro de 1919 - Nova Iorque, 23 de agosto de 2001) foi uma atriz americana de cinema, televisão e teatro. Em uma carreira que durou mais de 50 anos, interpretou empregadas, secretárias, professoras, intrometidas, enfermeiras e vizinhas malvadas, quase sempre para o lado cômico.

## Biografia
Kathleen nasceu em 17 de fevereiro de 1919, em Chicago. Filha de "vaudevillianos", estreou nos palcos aos 2 anos de idade. Tentou a carreira de pianista na Universidade da Califórnia em Los Angeles, mas não adiantou: a paixão pela profissão de atriz falou mais alto. Ganhou experiência no ramo da atuação nos palcos do teatro, e estreou no cinema em 1948.

## Carreira
Fez trabalhos muito importantes antes de trabalhar com Jerry Lewis, como a fonoaudióloga Phoebe Dinsmore em Cantando Na Chuva (Singin' in the Rain) de 1952. Ela atuou ao lado de Jerry em mais de 10 filmes, sendo o primeiro deles O Rei do Circo (Three Ring Circus), 1954, seguido por Artistas e Modelos (Artists and Models), 1955, tendo papéis pequenos em ambos. Já em 1961 em O Terror das Mulheres (The Ladies Man), ela faz o seu primeiro papel importante em um filme de Lewis, a governanta Katie, que se afeiçoa por Herbert H. Heebert (Jerry Lewis), um problemático rapaz, que quer distância de jovens mulheres.
Outra personagem notável de Kathleen em um filme de Jerry foi em O Professor Aloprado (The Nutty Professor) de 1963, onde vive a Sra. Millie Lemmon, a secretária do diretor da faculdade onde o aloprado Julius Kelp (Jerry Lewis) leciona. Porém a sua personagem mais memorável foi em O Bagunceiro Arrumadinho (The Disorderly Orderly), 1964, em que Kathleen é a impaciente enfermeira Maggie Higgins, que trabalha em um manicômio, e não aguenta mais conviver com o atrapalhado atendente Jerome Littlefield (Jerry).
Nos últimos anos de vida dedicou-se a carreira de dubladora.

## Morte
Enfraquecida pela doença, Freeman relutantemente deixou o elenco de Full Monty da Broadway em 18 de agosto de 2001. Cinco dias depois, ela morreu de câncer de pulmão aos 82 anos. Suas cinzas estão no Hollywood Forever Cemetery, em Hollywood, Califórnia.

## Filmografia
- The Naked City (1948)
- Casbah (1948)
- Behind Locked Doors (1948)
- Annie Was a Wonder (1948)
- The Saxon Charm (1948)

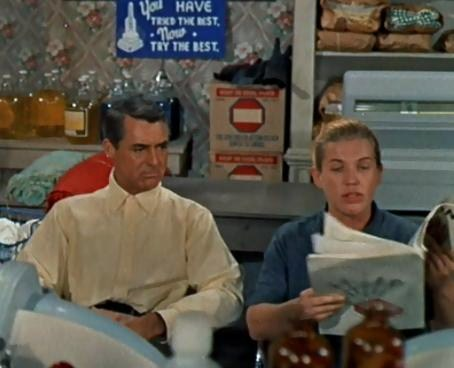
Com Cary Grant em Houseboat trailer

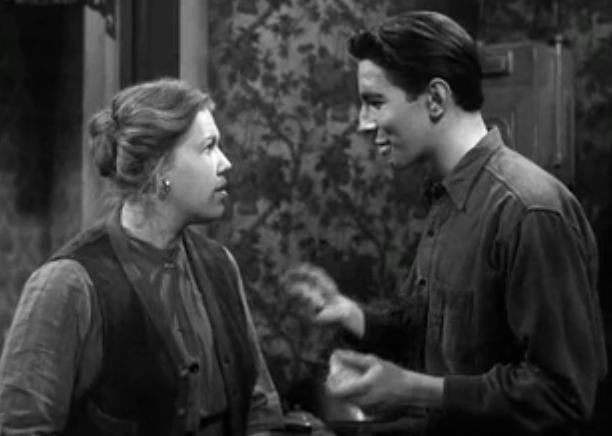
Com Leonard Nimoy em Kid Monk Baroni

- Mr. Belvedere Goes to College (1949)
- The Story of Molly X (1949)
- No Man of Her Own (1950)
- House by the River (1950)
- The Reformer and the Redhead (1950)
- Once a Thief (1950)
- Lonely Heart Bandits (1950)
- A Life of Her Own (1950)
- The Second Face (1950)
- The Company She Keeps (1951)
- Cry Danger (1951)
- Cause for Alarm! (1951) (cenas deletadas)
- Appointment with Danger (1951)
- Strictly Dishonorable (1951)
- A Place in the Sun (1951)
- Behave Yourself! (1951)
- Come Fill the Cup (1951)
- Let's Make It Legal (1951)
- The Wild Blue Yonder (1951)
- The Greatest Show on Earth (1952)
- Love Is Better Than Ever (1952)
- Singin' in the Rain (1952)
- Talk About a Stranger (1952)
- Kid Monk Baroni (1952)
- Skirts Ahoy! (1952)
- Wait 'Til the Sun Shines, Nellie (1952)
- Monkey Business (1952)
- O. Henry's Full House (1952)
- The Prisoner of Zenda (1952)
- The Bad and the Beautiful (1952)
- The Magnetic Monster (1953)
- She's Back on Broadway (1953)
- Confidentially Connie (1953)
- A Perilous Journey (1953)
- The Glass Wall (1953)
- Dream Wife (1953)
- The Affairs of Dobie Gillis (1953)
- Half a Hero (1953)
- The Glass Web (1953)
- Battle of Rogue River (1954)
- Athena (1954)
- 3 Ring Circus (1954)
- The Far Country (1955)
- Artists and Models (1955)
- The Midnight Story (1957)
- Pawnee (1957)
- Kiss Them for Me (1957)
- The Missouri Traveller (1958)
- Too Much, Too Soon (1958)
- The Fly (1958)
- Houseboat (1958)
- The Buccaneer (1958)
- North to Alaska (1960)
- The Ladies Man (1961)
- The Errand Boy (1961)
- Wild Harvest (1962)
- Madison Avenue (1962)
- The Nutty Professor (1963)
- Who's Minding the Store? (1963)
- Mail Order Bride (1964)
- The Patsy (1964)
- The Disorderly Orderly (1964)
- The Rounders (1965)
- That Funny Feeling (1965)
- Marriage on the Rocks (1965)
- Three on a Couch (1966)
- Point Blank (1967)
- Support Your Local Sheriff! (1969)
- Death of a Gunfighter (1969)
- Hook, Line & Sinker (1969)
- The Good Guys and the Bad Guys (1969)
- The Ballad of Cable Hogue (1970)
- Myra Breckinridge (1970)
- Which Way to the Front? (1970)
- Support Your Local Gunfighter! (1971)
- Head On (1971)
- Stand Up and Be Counted (1972)
- Where Does It Hurt? (1972)
- Unholy Rollers (1972)
- So Evil, My Sister (1974)
- The Strongest Man in the World (1975)
- The Norseman (1978)
- The Blues Brothers (1980)
- Heartbeeps (1981)
- Gall Force: Eternal Story (1986) (voz)
- The Best of Times (1986)
- The Malibu Bikini Shop (1986)
- Dragnet (1987)
- Innerspace (1987)
- Inside Out (1987)
- In the Mood (1987)
- Teen Wolf Too (1987)
- The Wrong Guys (1988)
- Hollywood Chaos (1989)
- Chances Are (1989)
- Gremlins 2: The New Batch (1990)
- The Willies (1991)
- Joey Takes a Cab (1991)
- Dutch (1991)
- FernGully: The Last Rainforest (1992) (voz)
- Little Nemo: Adventures in Slumberland (1992) (voz)
- Reckless Kelly (1993)
- Hocus Pocus (1993)
- Naked Gun 33⅓: The Final Insult (1994)
- Two Guys Talkin' About Girls (1995)
- Carpool (1996)
- Hercules (1997) (voz)
- Blues Brothers 2000 (1998)
- Richie Rich's Christmas Wish (1998)
- I'll Be Home for Christmas (1998)
- Seven Girlfriends (1999)
- Ready to Rumble (2000)
- Nutty Professor II: The Klumps (2000)
- Joe Dirt (2001)
- Shrek (2001) (voz)